# Aquapolo
O projeto Aquapolo é o maior empreendimento para a produção de água de reúso industrial na América do Sul, e quinto maior do planeta.  Resultado de parceria entre a BRK Ambiental, da Brookfield, e a Companhia de Saneamento Básico do Estado de São Paulo (Sabesp), ele fornece, por contrato, 650 litros/segundo de água de reúso para o Polo Petroquímico da Região do Grande ABC, o que equivale ao abastecimento de uma cidade de 500 mil habitantes.
Inaugurado em 2012 pela Foz do Brasil e a Sabesp, o projeto tem capacidade para produzir mil litros por segundo de água de reúso, utilizando complexos processos tecnológicos. A cada litro de água para reúso industrial produzida em suas instalações, outro litro de água potável é economizado.
A partir de outubro de 2019 passa a integrar o grupo GS Inima Brasil (empresa pertencente ao grupo coreano GS Group), que efetuou a compra dos ativos da BRK Ambiental.

## O projeto Aquapolo
O trabalho mecanizado desenvolvido pelo Aquapolo começa nas Estações Elevatórias da Sabesp que bombeiam o esgoto até a Estação de Tratamento de Esgoto (ETE) do ABC. Nestes locais, foram inseridos sensores que determinam o nível de toxidade da carga que chegará à ETE no curto prazo. Após o processo de tratamento, a vazão que seria destinada ao Ribeirão dos Meninos (curso d’água para onde é enviada a água após o tratamento na ETE) seria de dois mil litros por segundo. O Aquapolo, no entanto, redireciona 650 litros por segundo para a sua operação.
Os parâmetros e qualidade da água que devem ser alcançados ao final de todo o processo foram determinadas pelo próprio Polo Petroquímico, que a utiliza principalmente para limpar torres de resfriamento e caldeiras. Para condução e distribuição da água produzida, foi construída uma adutora de 17 quilômetros, que sai de São Paulo e passa pelos municípios de São Caetano do Sul e Santo André, até chegar a uma torre de distribuição em Capuava, Mauá, onde está o Polo. A partir dela, uma rede de distribuição de 3,6 quilômetros entrega a água para cada um dos clientes. A adutora foi projetada para permitir derivações, viabilizando o atendimento de possíveis clientes presentes ao longo de seu percurso.
O tratamento de efluentes é feito através do sistema TMBR (Tertiary Membrane Bio Reactor), capaz de produzir até 3,6 mil metros cúbicos de água de reúso por hora. Entre seus principais clientes estão a Braskem, a Cabot, a Oxiteno, a Oxicap e a White Martins - mais recentemente se juntaram ao grupo a Bridgestone e a Paranapanema. O investimento feito para sua implantação foi de R$ 396 milhões e o prazo contratual para sua operação é de 42 anos.

## Sobre a GS Inima Brasil
A participação de empresas privadas nos serviços de saneamento no Brasil iniciou-se no ano de 1995, com as concessões realizadas pelos municípios paulistas de Limeira e Ribeirão Preto. 
A GS Inima Brasil atua como construtora e empresa holding, estruturada para garantir a continuidade operacional e a performance das empresas concessionárias (SPE’s) controladas, bem como para disputar, conquistar e implantar novas concessões e PPPs, seja isoladamente ou em consórcio com outras empresas.

## Sobre aSabesp
A Sabesp (Companhia de Saneamento Básico do Estado de São Paulo) é uma empresa brasileira que detém a concessão dos serviços públicos de saneamento básico no Estado de São Paulo. Seu principal acionista é o Governo do Estado de São Paulo, que controla a gestão da companhia. O engenheiro Jerson Kelman é presidente da Sabesp desde 2015.